# Ravine des Cabris (quartier)
Pour les articles homonymes, voir Ravine des Cabris et Cabris (homonymie).
Ravine des Cabris est un lieu-dit de l'île de La Réunion, département et région d'outre-mer français dans le sud-ouest de l'océan Indien. Traversé par un fleuve lui-même appelé ravine des Cabris, il constitue un quartier de Saint-Pierre au nord-nord-ouest de la commune et compte environ 12 000 habitants.

## Description
Le quartier de la Ravine des Cabris est passé depuis ces quinze dernières années du statut de village à celui de véritable petite ville. Son développement s'articule principalement autour de la rue Pasteur, artère principale du quartier. Petit à petit les équipements économiques, sportifs, culturels, les logements sociaux sortent de terre. Au détour des rues, cependant, l'on découvre des habitations qui conservent leur caractère rural.
La ZAC Pasteur a permis la création d'environ 400 logements sociaux, une école maternelle et primaire et un supermarché.

## Histoire
Le peuplement de cette aire géographique commence après 1718, les premiers colons installés à la Ravine des Cabris l’ont tout d'abord appelé Mahavel (de Mahavelona  en malgache) « le pays des vivres » ou le « pays d’abondance et de richesses » tant la présence de gibier était abondante. L’appellation Ravine des Cabris apparaît vers 1730 et vient des nombreux cabris marrons qui y prospéraient. En 1731, l'arpenteur Durongouët, chargé par le gouverneur de l'époque, Pierre-Benoît Dumas, de procéder au découpage du territoire, trace au sud de la Rivière Saint-Étienne des lignes parallèles à la côte, dont la Ligne paradis (100 m d'altitude) et la Ligne des bambous (200 m), entre lesquelles se développe un village qui deviendra la Ravine des Cabris. Le quartier était aussi le plus grand centre de production de café dans l’île, on y trouvait de toutes les variétés. En 1870, la Ravine-des-Cabris en produisait près de 400 tonnes. On y cultivait aussi la mangue, la vanille, le maïs, la canne à sucre et le tabac. La toponymie des lieux (Rue du moulin à café) a gardé trace de cette activité agricole.

## Article de presse
La Ravine des Cabris fait partie d'un projet de contrat de ville qui vise aussi les quartiers de Terre Sainte, de Bois d'Olives, de la Ravine Blanche, de Grands Bois, de Basse-Terre et de Pierrefonds à cause des caractéristiques suivantes communes à eux six  :  "Chômage supérieur à 50 %, niveau scolaire médiocre avec des faibles taux de réussite aux évaluations en CE2, en 6e et au brevet des collèges inférieures à 50 %, Les six quartiers visés par le Contrat urbain de cohésion sociale (Ravine Blanche, Ravine des Cabris et Bois d'Olives, Basse-Terre et Joli Fond, Grands Bois, Terre-Sainte et Pierrefonds) n'ont toutefois pas besoin d'une grande enquête pour démontrer leur caractère défavorisé".

## Quelques chiffres
- Près de 600 logements sociaux
- 12 écoles
- 3 collèges
- 1 Lycée
- 3 églises
- Plusieurs chapelles tamoules
- 1 cimetière
- 3 terrains de sport en synthétique
- 1 piscine municipale
- 1 stade de football
- 1 gymnase
- 1 commissariat
- 1 cinéma
- 1 parcours de santé
- 1 centre commercial

## Photos

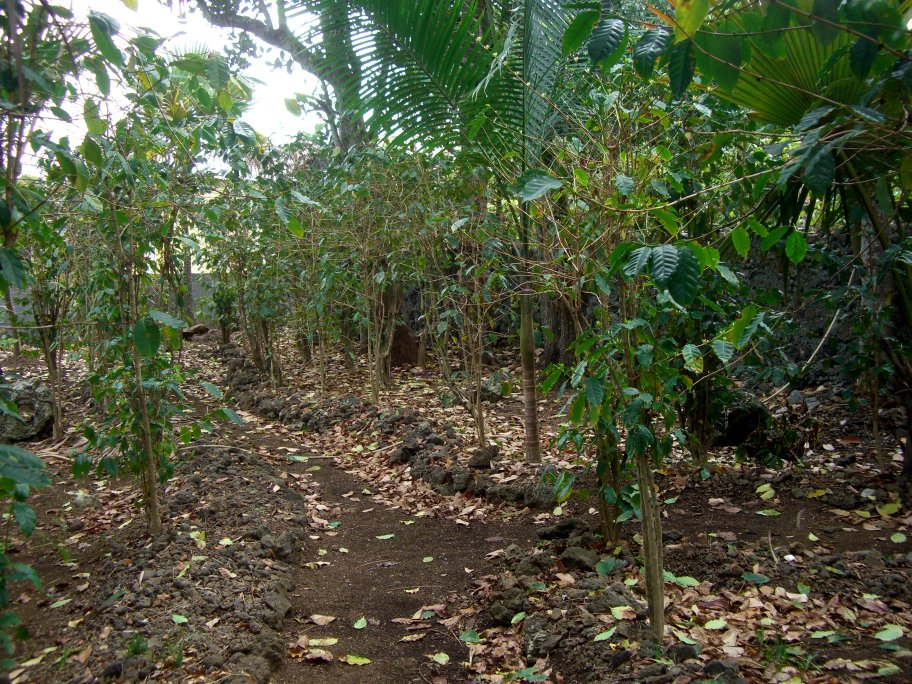
Ancienne plantation de café.
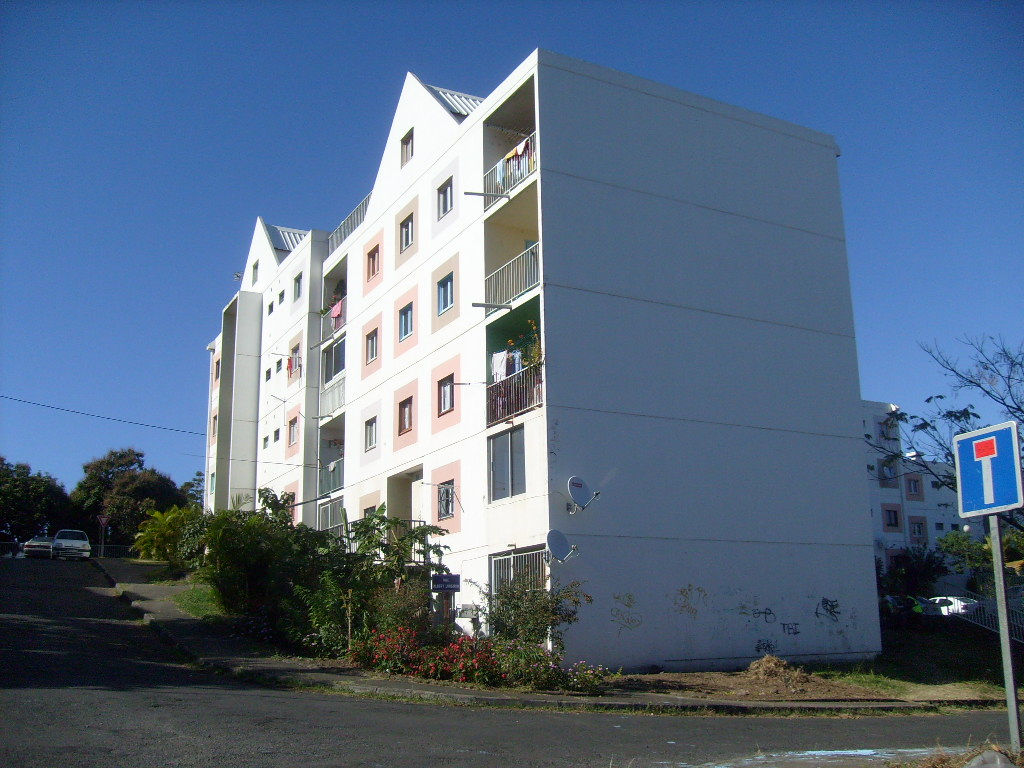
Logements sociaux.